# Pesotum, Illinois
Pesotum là một làng thuộc quận Champaign, tiểu bang Illinois, Hoa Kỳ. Năm 2010, dân số của làng này là 551 người.

## Dân số
Dân số qua các năm:
- Năm 2000: 521 người.
- Năm 2010: 551 người.